# Rabkavi Banhatti
Rabkavi Banhatti is een dorp in het district Bagalkot van de Indiase staat Karnataka. 

## Demografie
Volgens de Indiase volkstelling van 2001 wonen er 70.242 mensen in Rabkavi Banhatti, waarvan 51% mannelijk en 49% vrouwelijk is. De plaats heeft een alfabetiseringsgraad van 58%. 